# Barri del Cementiri Vell
El Cementiri Vell és un barri de Terrassa, a la part sud-oriental del districte 1 o del Centre, situat al marge esquerre del torrent de Vallparadís, per sota del pont del Passeig, als terrenys de l'antic cementiri de la ciutat, del qual agafa el nom. Té una superfície de 0,35 km² i una població de 6.796 habitants el 2021.
Està limitat al nord per l'avinguda de Jacquard i els carrers de Colom i de Richard Wagner, al sud per la carretera de Montcada, a l'est per l'avinguda de Barcelona i a l'oest pel parc de Vallparadís.
Depèn de la parròquia de Sant Josep, a Can Palet. La festa major és el segon diumenge de maig.

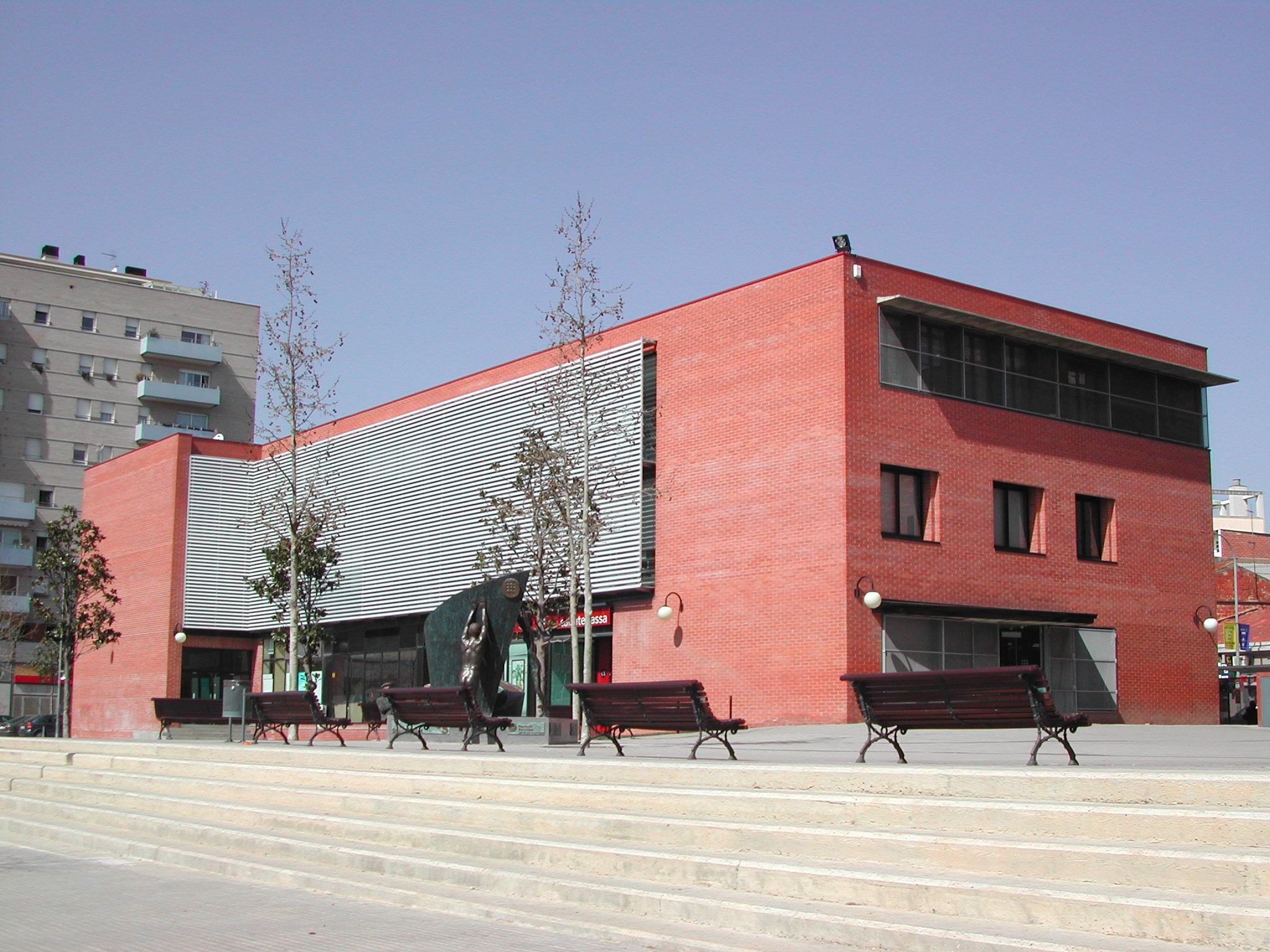
Biblioteca del campus terrassenc de la UPC, a l'avinguda de Jacquard

En aquest barri hi tenen la seu diversos centres de l'Escola Tècnica Superior d'Enginyeries Industrial i Aeronàutica de Terrassa (ETSEIAT) adscrita a la Universitat Politècnica de Catalunya (UPC), entre els quals el campus central, la biblioteca i els estudis d'Enginyeria en Automàtica i Electrònica Industrial i CD6; el Centre de la Imatge i la Tecnologia Multimèdia (CITM), també de la UPC, o les seccions terrassenques de l'Escola Universitària de Turisme de la Universitat de Girona i l'Escola Superior de Cinema de Catalunya (ESCAC), dependent de la Universitat de Barcelona.
A la nova plaça dels Drets Humans, a la confluència del parc de Vallparadís i l'avinguda de Jacquard, s'hi va construïr la nova estació de Vallparadís Universitat del Metro de Terrassa, prolongació de la línia Barcelona-Vallès dels FGC, estrenada l'any 2015.

## Història
L'anomenat Cementiri Vell de Terrassa té els seus orígens en un cementiri militar instal·lat al marge esquerre del torrent de Vallparadís al començament del segle xix, en plena guerra del Francès. Al cap de no gaire va haver de dedicar-se també a usos civils, ja que el que hi havia entorn de la basílica del Sant Esperit estava saturat.
Amb el temps esdevindria el cementiri de Terrassa, que va continuar amb la seva funció fins al 1938, any en què es va inaugurar l'actual, prop de Can Torrella. El 1964 fou clausurat definitivament i enderrocat, i al seu emplaçament originari s'hi va construir un casal d'avis i una àrea enjardinada i d'esbarjo on les úniques restes del Cementiri Vell que subsisteixen són la capella i el monument a Jover i a Alagorda.
La vida associativa del barri no va començar fins ben entrada la dècada de 1990, ja que fins llavors depenia del barri veí de Can Palet. Actualment, s'han enderrocat tot el seguit de fàbriques dels volts de l'avinguda Jacquard i s'hi han construït nous habitatges i equipaments com ara l'Escola Superior de Cinema de Catalunya (ESCAC), el nou Conservatori de Música (traslladat des de la Masia Freixa, el seu lloc tradicional) i el recentment creat Auditori Municipal.